# Cristèl Carrisi
Cristèl Chiara Carrisi (Cellino San Marco, Apulia, 25 de diciembre de 1985) es una cantante, presentadora de televisión y diseñadora italiana.

## Vida y carrera
Hija de los cantantes Al Bano y Romina Power. 
Ha grabado dos álbumes y realizado conciertos en algunas ciudades italianas (como Roma, Verona, Gorizia) en 2010. Debido a la popularidad que tenía en su país natal debido a sus padres, participó en numerosos programas de la televisión italiana, incluyendo Domenica, Verissimo y Ciak ... ¡canta!. En 2005 participó en la segunda edición del reality show La fattoria.
En 2010 colabora con su padre en la canción Il volo, publicada en Alemania en el CD The Great Italian Songbook. La canción fue grabada originalmente por el cantante Zucchero, en 1995. En 2012 hizo su debut en el cine con la película Con todo el amor que tengo del director Angelo Antonucci, junto con Bárbara De Rossi, Sandra Milo y Biagio D'Anillos.

### Carrera televisiva
En 2013 fue enviada por el programa Mission, junto a su padre y su hermana, Romina junior Jolanda, a campos de refugiados de UNHCR en Jordania; su experiencia se retransmitió en el canal Rai 1 el 4 de diciembre de 2013. Entre marzo y abril de 2014 participó en el concurso de talentos La pista como entrenadora. En invierno de ese año protagonizó el documental Casa Carrisi, retransmitido en Telenorba. En abril de 2015 conduce el programa culinario Cucina Cristèl.

### Vida personal
El 3 de septiembre de 2016 se casa con el empresario chileno/croata Davor Luksic, hijo del empresario Andrónico Luksic Craig y nieto de Andrónico Luksic Abaroa. El 10 de mayo de 2018 se convierte en madre de un niño llamado Kay Tyrone Luksic. El 10 de agosto de 2019 da a luz a una niña, Cassia Ylenia.